# Ittagalli, Piriyapatna
Ittagalli là một làng thuộc tehsil Piriyapatna, huyện Mysore, bang Karnataka, Ấn Độ.